# Felix Reichelt

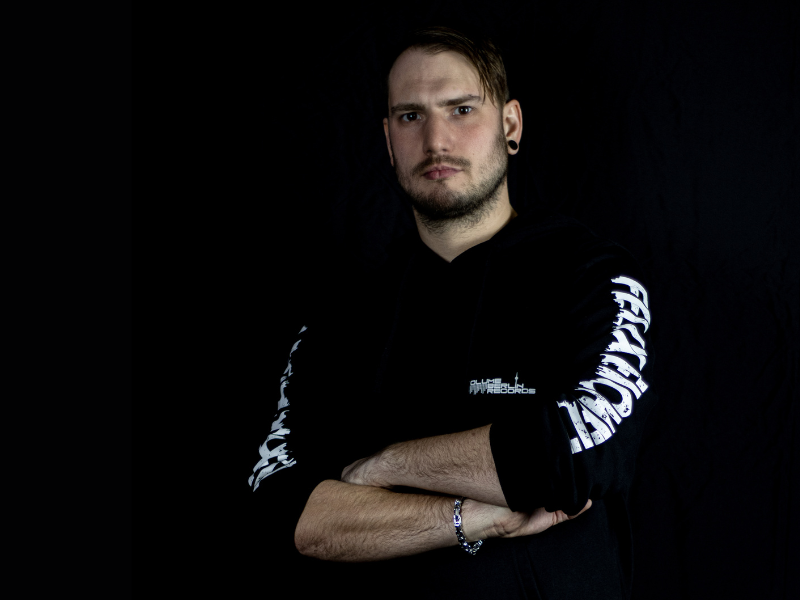
Felix Reichelt

Felix Reichelt (* 12. Juni 1994 in Marktoberdorf) ist ein deutscher Techno-Produzent und DJ.

## Leben
Felix Reichelt war zunächst von Goa beeinflusst. Nachdem er von 2012 bis 2015 zunächst im privaten Raum Partys organisiert hatte, zog er 2015 nach Berlin. Als Veranstalter hatte er im Jahr 2016 sein erstes offizielles Event im Allgäu.

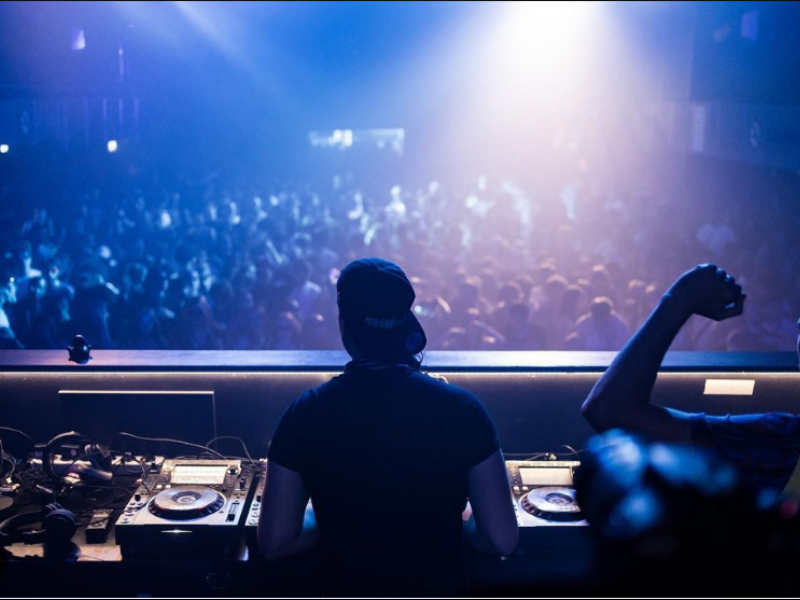
Felix Reichelt bei der Veranstaltung „Tiefe Klänge im Tunnelblick“ in der Batschkapp Frankfurt.

2015 trat Reichelt erstmals im R19 auf und spielte anschließend in weiteren Berliner Clubs. Anfang 2016 trat er am Glow-Festival auf, später auch in Clubs in Hamburg, Magdeburg und Kempten. 2019 folgte erstmals ein Auftritt an der Love World Peace Parade. 2021 und 2022 hatte er in Kooperation mit dem Label Deep Frequencies einen eigenen Truck auf dem Zug der Liebe und war Teil der gleichnamigen Compilation. Zudem spielte er im Batschkapp Frankfurt oder in der Elektroküche Köln. Sein erster internationaler Auftritt fand 2022 in Birmingham statt, gefolgt von einem weiteren in Amsterdam im Jahr 2023.
Als Produzent veröffentlichte Reichelt 2015 sein erstes Album Aus Liebe zur Musik auf dem ukrainischen Label Ilisho Records. Mittlerweile publiziert er seine Tracks auf Labels wie IAMT und Reload Records sowie auf dem eigenen Label Volume Berlin Records. Während er zuerst hauptsächlich Minimal und Melodic Techno produzierte, umfasst sein Repertoire mittlerweile die ganze Technobandbreite, hauptsächlich PeakTime, aber auch Hard Techno. Ebenso erstellt der Berliner regelmäßig Remixe z. B. für Tom Wax.
Felix Reichelt gründete 2016 sein Label Volume Berlin Records und veröffentlichte im Jahr 2018 dort die Debüt-EP Prime.
Die Corona-Krise überbrückte er mit Livestreams und dem Aufbau von Partnerschaften, zum Beispiel mit Oliver Immer (Mastering), Varius Leo Design (Cover-Designs), Evosonic (Radio-Livestreams und Interviews), Zug der Liebe e. V., Deep Frequencies (Partner für Veranstaltungen von Clubveranstaltungen, über Paraden bis hin zu Festivals).
Felix Reichelt lebt in Berlin.

## Diskografie (Auswahl)
Alben
- 2015: Aus Liebe zur Musik (Ilisho Records)

EPs
- 2018: Prime (Volume Berlin Records)
- 2019: Extinct (Techno Vinyls Records)
- 2021: Cultures (Volume Berlin Records)
- 2021: We Call it Techno (Dreizehn Schallplatten)
- 2022: Alpha EP (Dreizehn Schallplatten)
- 2023: Lose you like it Hard (Volume Berlin Records, incl. Remixes by Ayako Mori, Sebastian Groth, Dennis Bauer, Felix Wehden)
- 2024: Neon Noir (Volume Berlin Records)

Singles
- 2020: Katakomben (Volume Berlin Records)
- 2022: Universe (Reload Records)
- 2022: Journey To Mars (IAMT)
- 2023: Zeit (Volume Berlin Records, mit Andreas Kraemer)
- 2023: Numbers (Volume Berlin Records)
- 2023: Brand (Volume Berlin Records)
- 2023: Brave (Chlore)
- 2024: We Are the Future (Volume Berlin Records)
- 2024: Hypocritical (Replicate Records)
- 2024: Midnight Echo (Kuukou Records)
- 2025: Verwinkelt incl. Remix by Spartaque

Remixes
- 2019: Paul Lincke & Lizzi Waldmüller – Berliner Luft (Felix Reichelt Remix)
- 2021: Ayako Mori - Louder (Felix Reichelt Remix)
- 2022: Ochs & Klick - Better than you (Felix Reichelt Remix)
- 2022: Tom Wax - Take More Chances (Felix Reichelt Remix)
- 2022: Ayako Mori - Electromagnetism (Felix Reichelt Remix)
- 2023: Schwarze Puppen - Schwarze Puppen (Felix Reichelt Remix, Zyx CD Release)
- 2023: Torsten Kanzler - Life (Felix Reichelt Remix)
- 2024: Noxious Element - Dieses Mädchen (Felix Reichelt Remix)
- 2024: Max Komatsu - Rave2k (Felix Reichelt Remix)
- 2024: Britty Paula - Touch your Mind (Felix Reichelt Remix)
- 2024: Benno Bengalo & Hammerschmidt - Now and Forever (Felix Reichelt Remix)